# Nume predicativ
În gramaticile tradiționale ale limbii române, termenul „nume predicativ” denumește una din părțile componente ale predicatului nominal, cealaltă fiind un verb copulativ. Numele predicativ poartă în cea mai mare măsură sensul lexical al acestui tip de predicat, iar verbul copulativ este cel mai important din punct de vedere gramatical, exprimând categoriile gramaticale ale verbului.
În unele gramatici tradiționale ale altor limbi, numele predicativ se delimitează la fel ca în cele ale limbii române, dar în terminologia gramaticală din surse în alte limbi este inclus unei clase mai largi care face conexiunea cu ceea ce se numește în gramaticile românești „element predicativ suplimentar”.

## Relația numelui predicativ cu subiectul
Numele predicativ caracterizează subiectul, din acest punct de vedere fiind:
- de calificare: ro  Elevul este harnic, Casa este de piatră[5], fr  L’enfant paraît malade „Copilul pare bolnav”[9];
- de clasare: ro  Cucul este o pasăre[5], en  Philip is a student „Philip este student”[4];
- de identificare: ro  Colegul meu este Gheorghe[5], hu  A te húgod az én feleségem „Sora ta este soția mea”[10].

În ultimele două exemple, cei doi termeni sunt permutabili (→ Gheorghe este colegul meu, respectiv Soția mea este sora ta) astfel, încât propozițiile rămân neutre, adică niciunul din termeni nu este scos în evidență. Dacă sfera noțională a termenilor este identică, fiecare denumind o ființă sau un lucru individuale, ca în aceste propoziții, funcțiile de subiect și de nume predicativ nu sunt separabile, fiecare poate fi subiect sau nume predicativ.

## Părțile de vorbire care exprimă numele predicativ
Numele predicativ poate fi exprimat prin:
- substantiv: ro  Tatăl lui a fost țăran[5], sr  Moj brat je inženjer „Fratele meu este inginer”[11];
- pronume de orice fel: ro  Cartea este a mea[5], fr  Il deviendra quelqu’un „Va deveni cineva”[9];
- adjectiv: ro  Ei sunt veseli[1], hu  Még zöld a cseresznye „Cireșele sunt încă verzi”[12];
- locuțiune adjectivală: fr  Il est à couteaux tirés avec elle „Ea este la cuțite cu ea” (lit. „… la cuțite trase…”)[13];
- numeral: ro  El este al doilea[1], sr  Četiri i tri su sedam „Patru cu trei fac șapte”[14];
- adverb: ro  Ea nu e așa[1], cnr  Śutra će biti prekasno „Mâine va fi prea târziu”[6];
- verb la participiu: Ghetele sunt lustruite[5], fr  Je suis hésitant (participiu prezent) „Stau la îndoială” (lit. „Sunt ezitant”), Le marché paraissait conclu (participiu trecut) „Târgul părea încheiat”[9];
- verb la infinitiv: ro  A trăi înseamnă a lupta[5], en  The object of the game is to score the most points „Obiectul jocului este de a aduna cât mai multe puncte”[15].

În română și un verb la supin poate fi nume predicativ: El era de invidiat. Și în alte limbi sunt construcții echivalente cu aceasta, dar se exprimă cu alte moduri:
- fr  infinitivul: Cela est à prouver „Aceasta e de dovedit”[9];
- hu  forma numită de participiu viitor: A második feladat lemásolandó „Celălalt exercițiu este de copiat”[12].

Funcția numelui predicativ poate fi îndeplinită și de propoziția predicativă: ro  El este ce nu pare, fr  Le malheur, c’est qu’il est tombé à dix mètres de l’arrivée „Necazul este că a căzut la zece metri de la sosire”.

## Construcții ale predicatului nominal
Privitor la construcția predicatului nominal sunt mai multe situații.
Una din acestea este prezența sau absența verbului copulativ. În română, acesta este uneori absent și subînțeles: fețișoara lui, spuma laptelui (Miorița), Vorba multă, sărăcia omului. Maghiara este o limbă în care numele predicativ poate constitui singur predicatul, omiterea verbului copulativ echivalent cu a fi fiind obligatorie la indicativ prezent, persoana a treia. A fiú okos „Băiatul este inteligent”. El este însă obligatoriu prezent la celelalte forme personale, temporale și modale: Ti okosak vagytok „Voi sunteți inteligenți”, A fiú okos volt „Băiatul era inteligent”, A fiú okos lenne „Băiatul ar fi inteligent” etc..
Altă chestiune este cea a omiterii numelui predicativ. În română, aceasta este posibilă pentru evitarea repetării sale, în dialoguri (– Era trist? – Era) sau în coordonare: El este trist, iar ea o să fie. În schimb, în franceza standard, de pildă, nu poate fi omis, ci trebuie reluat cu pronumele personal masculin singular ca formă (le), în această situație fiind zis cu valoare neutră, adică neacordat: Van Gogh n’était pas célèbre de son vivant mais il l’est devenu après sa mort „Van Gogh nu era celebru în timpul vieții, dar a devenit după moarte”.
Modul în care se leagă numele predicativ de verbul copulativ depinde de factori precum partea de vorbire prin care se exprimă sau limba considerată. Dacă este un adjectiv, se leagă direct:
- ro  Fiind bolnav, n-a venit la școală[2];
- fr  À l’automne, les feuilles des arbres deviennent rousses „Toamna, frunzele copacilor devin roșcate”[18];
- en  The stadium is large „Stadionul este mare”[19];
- cnr  Vesko je oprezan „Vesko este prudent”[6];
- hu  Pista okos legyen „Pista să fie deștept”[10].

Numele predicativ exprimat prin verb la infinitiv este în unele cazuri fără prepoziție, de exemplu: ro  A trăi înseamnă a lupta, fr  Ne rien faire est mal faire „A nu face nimic înseamnă a face rău”. În română sunt cazuri de folosire facultativă a prepoziției de: Intenția lui este (de) a pleca. În engleză, infinitivul se folosește cu morfemul său to, analog cu a din română, prepoziție la origine, dar ca nume predicativ, infinitivul nu primește o prepoziție propriu-zisă: Melanie’s ambition is to go to Australia „Ambiția Melaniei este să meargă în Australia”. În franceză, infinitivul corespunzător supinului românesc primește totdeauna prepoziția à: Cela est à prouver „Aceasta e de dovedit”. Se întâlnește și infinitivul nume predicativ cu prepoziția de: Une chose est de faire des projets et autre chose de les exécuter „Una este să faci proiecte și alta să le execuți”. În română, numele predicativ exprimat prin verb la supin primește totdeauna prepoziție: Haina este de căpătat.
În limbile din diasistemul slav de centru-sud (bosniacă, croată, muntenegreană, sârbă, prescurtat BCMS), numele predicativ exprimat prin infinitiv este foarte rar, iar în maghiară este inexistent.
Chestiunea legării substantivului, a cuvântului substantivat și a pronumelui se pune în mod diferit în limbile fără declinare și în cele cu declinare. În engleză, construcția este de regulă directă, adică fără prepoziție, ex. He is my friend „El este prietenul meu”. În franceză, construcția poate fi sau directă sau indirectă, cu prepoziție. Un exemplu fără prepoziție este Il est devenu un homme célèbre „A devenit om celebru”. Cu prepoziție se leagă cuvintele care pot forma împreună cu aceasta un atribut substantival sau pronominal: Le jardin est à l’abandon „Grădina este în paragină”, Ce livre est à moi „Cartea asta e a mea”.
În limbile cu declinare, acest fel de nume predicativ este la un anumit caz gramatical și poate fi construit cu sau fără prepoziție. În română, numele predicativ analog cu cel fără prepoziție din franceză este tot fără prepoziție, la cazul nominativ: Băiatul acesta este fratele meu, Locul căutat este acesta. Numele predicativ care poate funcționa și ca atribut substantival sau pronominal este cel mai adesea la acuzativ cu prepoziție (Inelul găsit este de aur), la genitiv fără prepoziție (Al cui ești?) sau la genitiv cu prepoziție: Am fost contra lui.
În maghiară, numele predicative exprimate prin aceste părți de propoziție sunt la cazul nominativ fără postpoziție (corespondenta prepoziției în această limbă). Cel care exprimă un posesor, analog cu cel în genitiv fără propoziție în română, are un sufix care exprimă aceasta, dar este considerat tot la nominativ, sufixul putând fi urmat în alte situații de desinențe cazuale: A kalap az apámé „Pălăria este a tatălui meu”.
În BCMS, acest tip de nume predicativ poate fi fără prepoziție, la mai multe cazuri:
- nominativ: sr  Ja nisam ti „Eu nu sunt tu”[11];
- genitiv: cnr  Svi su istih godina „Toți sunt de aceeași vârstă”[6];
- instrumental, totdeauna înlocuibil cu nominativul: bs  Dok je još bio dječakom / dječak, svatko je na njega vikao „Până a fost copil, fiecare striga la el”[22].

În aceste limbi sunt și nume predicative cu prepoziție, la cazul cerut de aceasta:
- genitiv: cnr  Jedan je bio bez košulje „Unul era fără cămașă”[6];
- acuzativ: hr  Nedjelja je za odmor „Duminica e pentru odihnă”[23];
- locativ: hr  Još ste vi u snazi „Încă sunteți în putere”[23].

## Acordul numelui predicativ
În general, predicatul se acordă cu subiectul. Verbul copulativ al predicatului nominal se acordă ca și predicatul verbal. Acordul propriu-zis al numelui predicativ, anume în gen, număr și caz, se face numai când este exprimat prin adjectiv, verb la participiu, pronume care poate fi și adjectiv pronominal, sau prin numeral ordinal. Problema acordului nu se pune deloc atunci când numele predicativ este exprimat prin verb la infinitiv sau la supin, ori prin adverb. Nu se pune nici pentru cuvintele care, prin construcția lor, pot fi și atribute substantivale sau pronominale.
În cazul cuvintelor care se construiesc direct, în unele limbi cu declinare precum româna sau maghiara, numele predicativ este la cazul nominativ, ca și subiectul, dar aceasta nu este o chestiune de acord. În alte limbi cu declinare, ca BCMS, numele predicativ fără prepoziție poate fi și la alt caz (vezi mai sus).
În privința genului, poate să existe sau nu coincidență între numele predicativ și subiect, în limbile care posedă această categorie gramaticală și, în acest caz, dacă este suficient de bine reprezentată. Coincidența nu este întâmplătoare dacă ambii termeni sunt din categoria substantivelor care au sau iau genul legat de sexul ființei denumite: ro  Tatăl lui a fost țăran, fr  Votre sœur est une menteuse „Sora dumitale este o mincinoasă”. În alte cazuri există coincidență întâmplătoare sau discordanță: fr  Pauvreté n’est pas vice „Sărăcia nu e viciu”.
Concordanța în număr a numelui predicativ substantiv cu subiectul are motive logice (ro  Ei sunt turiști), dar și în număr poate exista discordanță: Les yeux sont le miroir de l’âme „Ochii sunt oglinda sufletului”.

## Structuri de nume predicativ
Din punctul de vedere al structurii sale interne, după Constantinescu-Dobridor 1998, numele predicativ poate fi:
- simplu, exprimat printr-un singur cuvânt reprezentant al unei părți de vorbire (exemplele de până aici);
- multiplu, exprimat prin două sau mai multe cuvinte coordonate între ele: Margareta era sprințară, șăgalnică și neastâmpărată (Alexandru Vlahuță);
- complex, exprimat printr-o parte de vorbire cu sens lexical suficient, precedată de un adverb modalizator de întărire (El este chiar neatent), de precizare, de exclusivitate (Ușa era numai întredeschisă), sau de aproximație: Scara este cam șubredă;
- dezvoltat, exprimat printr-un substantiv precedat de un numeral cardinal (Scândurile sunt de trei metri), printr-un substantiv și un adjectiv posesiv, legate prin cratimă (Rochia era pentru mamă-sa), sau printr-o construcție nominală infinitivală: Datoria ta este de a fi atent.